# Omniablautus
Omniablautus is een vliegengeslacht uit de familie van de roofvliegen (Asilidae).

## Soorten
- O. arenosus Pritchard, 1935
- O. nigripes Wilcox, 1966
- O. tolandi Wilcox, 1966